# Мокридж, Расселл
Эдвард Расселл Мокридж (англ. Edward Russell Mockridge; 18 июля 1928, Мельбурн — 13 сентября 1958, Монаш) — австралийский трековый велогонщик, двукратный олимпийский чемпион Игр в Хельсинки (1952).

## Биография
Родился в семье инженера Роберта Гловера Мокриджа и Эйлин Клэр.
Многократный чемпион Австралии.
Чемпион Олимпийских игр 1952 года в Хельсинки в гонках на тандемах с Лайонелом Коксом и в гите на 1000 метров.
Погиб в результате ДТП 13 сентября 1958 года. Во время проведения гонки в Мельбурне был сбит автобусом.